# Морська охорона України
Морська охорона України — структурний підрозділ Державної прикордонної служби України, основні задачі якого пов'язані з охороною державного кордону України на морі та інших водних просторах.
Морські частини Державної Прикордонної Служби до 2014 року мали у складі три окремі бригади прикордонних кораблів, що базувалися в Балаклаві (5 бригада), Одесі (18 бригада) та Керчі (23 бригада). Організаційно незалежні і в мирний час до складу ВМСУ не входять. Прапор кораблів Морських частин являє собою національний прапор України на зеленому тлі. Класифікація кораблів відрізняється від прийнятої в ВМСУ. Корпуси кораблів і катерів пофарбовані в чорний, а надбудови — в білий колір. На бортах нанесені кольори національного прапора, в корму від яких напис: «Морська охорона». Назви ПСКР нанесені на бортах у кормовій частині. З липня 1999 р. кораблям і катерам Морських частин присвоєні бортові номери з літерами BG (Border Guard) в носовій частині.

## Історія

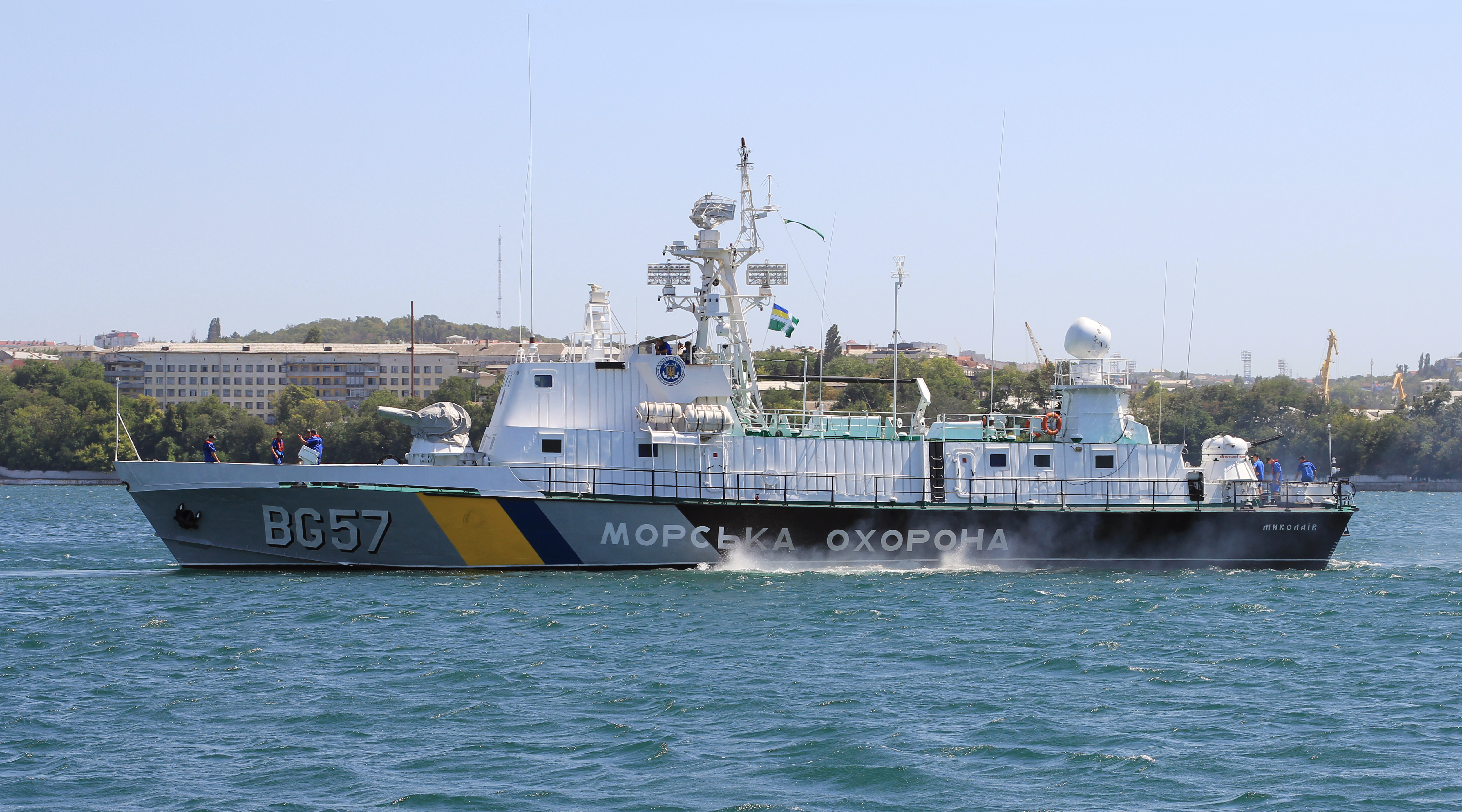
Патрульний катер BG-57 «Миколаїв».

Створення морської охорони було розпочате одразу після з проголошення незалежності України, одночасно зі створенням прикордонних військ України.
У 1990-ті роки прикордонні війська України включили до свого складу дивізіон з 8 бронекатерів проєкту 1204 «Джміль» з дислокацією в Ізмаїльському районі, які відійшли Україні після розпаду СРСР.
У 1995 році малий протичовновий корабель проєкту 1124П «Дніпро» було виведено зі складу кораблів прикордонної охорони й включено до складу ВМС України під назвою «Вінниця».
Від 1999 року кораблі й катери морської охорони отримали нумерацію з префіксом BG (англ. Border Guard).
У 2001 році було розпочато реформу прикордонної служби, в результаті якої 31 липня 2003 року прикордонні війська України були перетворені на Державну прикордонну службу України.
У липні 2005 року начальник прес-служби Азово-Чорноморського регіонального управління ДПСУ Сергій Піддубний повідомив, що тендер на постачання катерів для морської охорони прикордонної служби виграла київська компанія «UMS», яка збирає судна за американською ліцензією й надалі на озброєння мають надійти американські катери «Galion 280» й «Gala 640».
Протягом 2005—2006 років були закуплені 52 катери для охорони річкових ділянок кордону (типу «Galeon−280», «UMS-600», «Galia-640» й «Heavy Duty 460»).
Від 13 червня 2007 року постановою КМУ № 831 було прийнято першу програму «Облаштування та реконструкція державного кордону» на період до 2015 року.
Серед іншого вона передбачала оновлення корабельно-катерного складу морської охорони:
| Захід                                                                         | 2007 | 2008 | 2009 | 2010 | 2011 | 2012 | 2013 | 2014 | 2015 | Усього |
| ----------------------------------------------------------------------------- | ---- | ---- | ---- | ---- | ---- | ---- | ---- | ---- | ---- | ------ |
| Будівництво кораблів 2 рангу                                                  | -    | -    | -    | -    | -    | -    | -    | -    | 1    | 1      |
| Будівництво кораблів 3 рангу                                                  | -    | -    | -    | -    | -    | 1    | 1    | 1    | 2    | 5      |
| Будівництво катерів 1 рангу                                                   | -    | -    | -    | -    | 1    | 1    | 2    | 2    | 2    | 8      |
| Будівництво катерів 2 рангу (для несення служби на річкових ділянках кордону) | -    | -    | -    | -    | 1    | 1    | 1    | 1    | 1    | 5      |
| Будівництво малих катерів                                                     | 2    | 2    | 2    | 2    | 2    | 2    | 2    | 3    | 3    | 20     |

В грудні 2008 року були зняті з озброєння й виставлені на продаж 3 кораблі, 9 катерів й дві секції причалів-понтонів морської охорони ДПСУ
- два кораблі морської охорони проєкту 133 «Антарес» (заводські номери 906 й 912)
- сторожовий корабель «Канів» проєкту 1204
- сторожовий катер проєкту 1400М «Гриф» (заводський номер 855)
- катер морської охорони проєкту 363 (заводський номер 1030)
- малий катер «Чібіс» проєкту 14101 (заводський номер 7207)
- два малих катера «Лелека» проєкту 1398Б (заводські номери 8903 й 9104)
- три малих катери проєкту 371У (заводські номери 1255, 1256 й 1257)
- плавучий причал-понтон ПРП-52М-С (дві секції)
- корпус недобудованого судна проєкту 50150 «Налім»

В 2009 році в Ізмаїльському загоні морської охорони налічувалось 4 бронекатери проєкту 1204 «Джміль»: BG-81 «Лубни», BG-82 «Канів», BG-83 «Ніжин» й BG-84 «Ізмаїл».
В 2010 році морській охороні передали 4 катери типу UMS, 4 малих швидкісних надувних човни типу «Eagle» й 2 катери на повітряній подушці, ще 52 кораблі й катери морської охорони були відремонтовані з продовженням ресурсу (найзначнішими були ремонти корабля «Миколаїв» вартістю 4,5 млн гривень), а кораблі «Донбас» і «Буковина» були модернізовані (на них встановили нові радіолокаційні станції, прилади GPS й ехолоти). В результаті, на початок 2011 року чисельність морської охорони ДПСУ збільшилася до 12 кораблів І 64 катерів.
У квітні 2010 року Керченським загоном морської охорони ДПСУ було затримано турецьку риболовецьку шхуну «Баба Хасан», яка займалася незаконним виловом риби. Шхуну було конфісковано, переобладнано й відремонтовано, після чого включено до складу морської охорони ДПСУ під назвою «Онікс».
11 березня 2011 року прикордонній службі було передано три катери UMS-600, які були закуплені за програмою міжнародної технічної допомоги «Протидія розповсюдженню зброї масового ураження через україно-білоруський (Чорнобильська зона відчуження) й україно-російський кордон» й були направлені на озброєння Маріупольського загону морської охорони.
У серпні 2011 року в Ізмаїлі завершили двомісячний курс навчання перші 17 бійців підрозділу спеціального призначення морської охорони ДПСУ.
Від серпня 2011 року відповідно до Державної цільової правоохоронної програми «Облаштування та реконструкція державного кордону» для відновлення корабельно-катерного складу Держприкордонслужби до 2020 року планувалося побудувати 6 катерів «Корал», 8 катерів «Орлан», 25 інших катерів сучасних проєктів. Крім того, з 2015 року для потреб Держприкордонслужби України планувалося почати будівництво багатофункціонального корабля водотоннажністю близько 1000 тонн з можливістю нести на борту гелікоптер.
У вересні 2012 року були зняті з озброєння й виставлені на продаж 2 кораблі й 10 катерів морської охорони ДПСУ
- корабель управління BG-80 «Дунай» (колишній буксир N-14 Grafinau, побудований в 1940—1941 р. у Третьому Райху й в 1944 році захоплений СРСР, він був частково законсервований й поставлений на стоянку в Ізмаїлі)[13][14]
- судно забезпечення БНС-11250
- Сторожовий корабель «Ніжин» проєкту 1204
- три катери проєкту 1400М «Гриф» (заводські ноери 867, 877, 909)
- катер морської охорони проєкту 376У (заводський номер 1522)
- катер морської охорони «КаМО РКЗ-461» проєкту 363 (заводський номер 345)
- малий катер «Лелека» проєкту 1398Б (заводський номер 8908)
- два малих катери проєкту 371У (заводські номери 1525 й 1637)
- малий катер «Волга» проєкту 343МЕ (заводський номер 1448)

В 2012 році на озброєнні морської охорони надійшли один великий патрульний катер проєкту 58130 «Орлан» й чотири малих патрульних катери типу UMS-1000
- 10 жовтня 2012 року були отримані два катери типу UMS-1000 (BG-16 й BG-17)[16]
- 11 грудня 2012 року було отримано великий патрульний катер BG-200 «Балаклава» проєкту «Орлан».

У січні 2013 року було сформовано дивізіон річкових кораблів на Західній військово-морській базі.
Станом на початок 2013 року, сили морської охорони нараховували 16 кораблів і 52 катери.
В кінці 2013 року до складу морської охорони входили:
- два кораблі проєкту 1241.2 «Молнія» («Григорій Куроп'ятников» і «Григорій Гнатенко»)
- п'ять кораблів морської охорони проєкту 205П («Поділля», «Павло Державін», «Миколаїв», «Буковина», «Донбас»)
- 18 катерів морської охорони проєкту 1400М «Гриф»;
- 1 катер морської охорони проєкту «Орлан»;
- 17 малих катерів морської охорони проєкту «Калкан»[ru];
- 6 малих катерів морської охорони типу UMS-1000[ru];
- 62 різноманітних малих катери

### Російське вторгнення до Криму
2 березня 2014 року 12 одиниць корабельно-катерного складу Севастопольського й Ялтинського загонів морської охорони були передислоковані з Криму до Одеси й включені до складу Одеського загону морської охорони ДПСУ.
Після проведення псевдореферендуму про статус Криму 16 березня 2014 року, маріонетковий керівник окупаційної адміністрації Криму С. В. Аксьонов видав наказ військовослужбовцям військових частин збройних сил України дислокованих на території півострову, які не бажали зрадити й продовжити службу в «армії Криму», а фактично перейти на Російську службу, подати рапорти на розірвання контрактів. Після цього, 18 березня 2014 року державна прикордонна служба України почала вивід морської охорони з Криму
- 11 кораблів Керченського загону морської охорони було перебазовано до Маріуполя на додачу до 7, які вже базувались там же.[22]
- частина особового складу ДПСУ, яка проходила службу в Криму, перейшла на службу до прикордонної служби Російської Федерації[23]
- 21 жовтня 2014[24] Рада міністрів Республіки Крим передала відомствам регіону кілька кораблів і катерів, які до березня 2014 року входили до складу морської охорони України й були «націоналізовані» 30 квітня 2014 року (серед яких, прикордонний сторожовий корабель BG31 «Буковина» проєкту 205П, а також катери BG 09, BG 11, BG 504 й BG 820)[25][26]

31 серпня 2014 року тактична група з двох сторожових катерів морської охорони ДПСУ (катер BG 119 проєкту 1400М «Гриф» й малий катер типу «Калкан») на Азовському морі була обстріляна з берега невідомими в районі села Безіменне, в результаті катер BG 119 отримав пошкодження й затонув, з 9 членів екіпажу 2 зникли безвісти й 7 отримали поранення.
6 жовтня 2014 року на озброєння Одеського загону морської охорони ДПСУ передали ще один катер UMS-1000.
7 липня 2015 року під час виходу з корабельно-катерної стоянки в бухті Маріуполя підірвався на міні й затонув малий катер морської охорони типу UMS-1000. З 7 членів екіпажу, які перебували на борту загинули 2 особи (капітан й мешканець Маріуполя, який перебував на Борту), 5 прикордонників отримали поранення. Надалі пошкоджений катер було піднято й відремонтовано та повернуто до строю 26 травня 2017 року (витрати на ремонт склали 2,5 млн гривень).
9 жовтня 2015 року Державна Азовська морська екологічна інспекція передала катер «Калкан» загону морської охорони ДПСУ, який базується в Маріуполі. Він став шостим катером цього типу на озброєнні ДПСУ.
23 грудня 2015 року Кілійський суднобудівно-судноремонтний завод завершив ремонт для морської охорони ДПСУ корабля «Аметист» (колишньої браконьєрської риболовецької шхуни, яку в 2001 році конфіскували прикордонники).
Станом на 2016 рік в складі морської охорони було 13 кораблів та 56 катерів. Протягом року було проведено ремонт 3 кораблів і 33 катерів, побудовано малий катер морської охорони «UMS–1000» з броньованим захистом. На базі Ізмаїльського навчально-тренувального загону Морської охорони підготовлено 300 фахівців (за 12 напрямами). У навчальних закладах іноземних партнерів підвищено професійний рівень 41 моряка-прикордонника (в США, Румунії, Польщі та Великій Британії).

### Відновлення
В середині 2017 року було завершено опрацювання технічних вимог на будівництво нового малого катера, яке планується розпочати наприкінці 2017 року.
Станом на лютий 2019 року Морською охороною України посилено контроль за державним кордоном України в акваторіях Чорного та Азовського морів, зокрема, супроводжуються судна закордонного прямування від їх заходу у територіальні води України до прибуття до порту призначення.
В 2019 році очікується укладення угод на будівництво 22 сучасних кораблів патрульного класу.
Отримано 2 швидкохідних катери Safe Boat 27 від США.
В листопаді 2019 року Кабінет Міністрів України підтримав проєкт посилення системи морської безпеки та охорони кордону завдяки купівлі 20 патрульних кораблів Ocea FPB 98 французької компанії ОСЕА, вартістю 136,5 млн євро.

## Структура
До складу Морської охорони входять:
- управління організації морської охорони Департаменту охорони державного кордону Адміністрації Держприкордонслужби
- Регіональне управління Морської охорони[43]
- 1-й загін морської охорони в Одесі[44]
  - дивізіон морської охорони в Скадовську[45]
- 23-й загін морської охорони в Маріуполі[46]
  - дивізіон морської охорони в Бердянську[45]
- 18-й загін морської охорони в Кілії[47]
- навчально-тренувальний центр морської охорони в Ізмаїлі[48]
- дивізіон катерів Морської охорони спеціального призначення в Одесі
- група катерів Морської охорони «Дніпро» (Київ)

### До 2014
- Севастопольський загін морської охорони (головна база в Балаклаві)
- Керченський загін морської охорони
- Ялтинський загін морської охорони спеціального призначення

## Корабельний склад

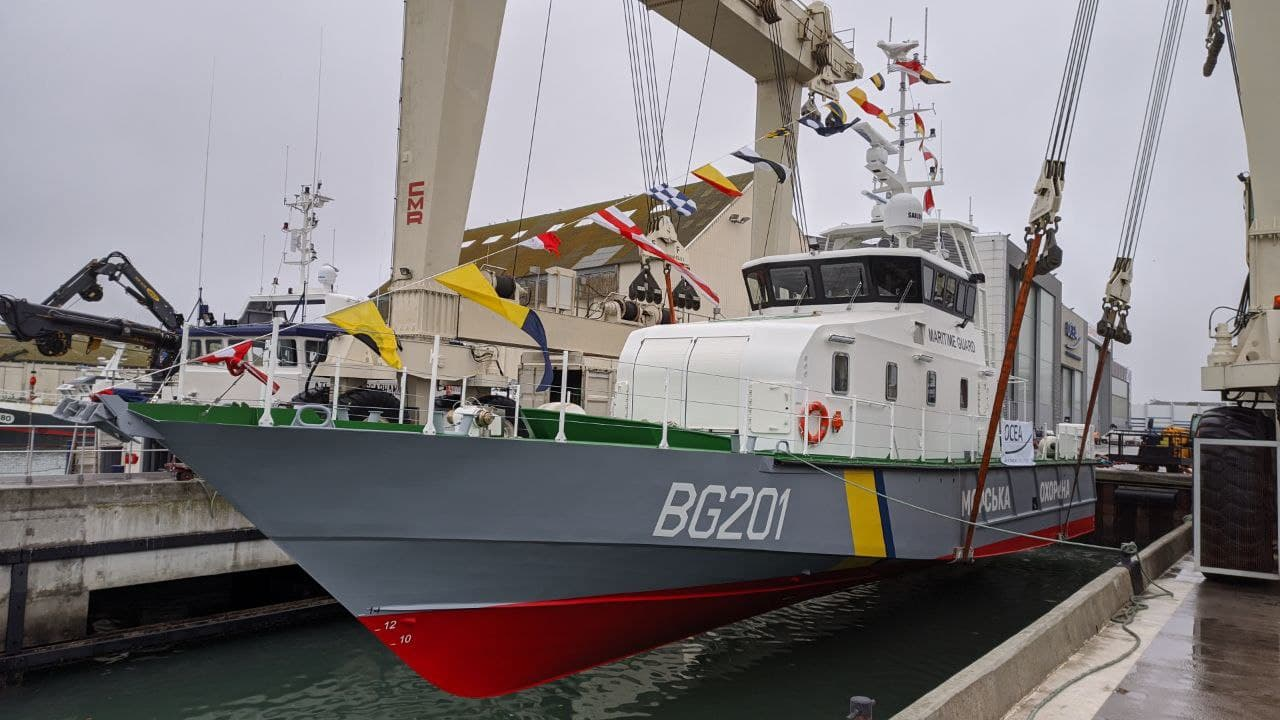
Патрульний катер Ocea FPB 98 BG-201.

Морська охорона має більше 50 одиниць корабельно-катерного складу.
- кораблі 1 рангу:
- кораблі 2 рангу:
- кораблі 3 рангу: проєкт 58160 «Корал»
- катери 1 рангу: проєкт 58130 «Орлан», Ocea FPB 98
- катери 2 рангу: проєкт 58165 «Бриз-40»
- малі катери: UMS-1000, проєкт 50030 «Калкан», проєкт 09104 «Калкан-П», Safe Boat 27.

## Втрати під час російсько-української війни
Ще до війни на Донбасі, Морська охорона ДПСУ під час анексії Криму в березні 2014 р. вже втратила 3 кораблі і 6 катерів. 2 кораблі морської охорони проєкту 1241.2 «Блискавка-2» — BG-52 Григорій Гнатенко, BG-51 Полтава, Катер морської охорони проєкту 1400М «Гриф» — «Оболонь» (б/н BG-102), два однотипні Кораблі морської охорони проєкту 14670 «Гурзуф» — «Львів» та «Кривий Ріг» (б/н відповідно BG-02 та BG-03), Малі катери морської охорони проєкту 50030 «Калкан» (BG-504), пр. 09104 «Калкан-П» (б/н BG-09, BG-11), проєкту UMS-1000 (б/н BG-18) та проєкту 376 (BG-501).[джерело?]
31 серпня 2014 було знищено 1 катер проєкту 1400м («Гриф», код НАТО Zhuk) BG-119.
7 червня 2015 підірвався катер морської охорони проєкту UMS-1000 BG-22.

## Командування
Начальники управління організації морської охорони Департаменту охорони державного кордону Адміністрації Держприкордонслужби:
- (1994—2004) віцеадмірал Алфер'єв Ігор Вікторович
- (2004—2014) контрадмірал Жибарєв Микола Євгенович[51]
- (2014—??) капітан І рангу Смірнов Владислав Анатолійович[52][53]

начальник Регіонального управління морської охорони
- (2018) контрадмірал Костур Олег Іванович[54]